# 王怀祥
王怀祥（1926年4月—2017年11月6日），山东博兴人，中华人民共和国政治人物。

## 生平
1926年4月出生，1945年2月参加革命，1946年1月加入中国共产党。历任战士、班长、代理排长、书记、参谋，43军128师383团干部处处长，炮兵508团政委，43军128师政治部副主任、副政委，43军后勤部政委，第一军医大学训练部政委、政治部副主任等职。2017年11月6日在广州逝世，享年91岁。